# Take-Two Interactive
Take-Two Interactive Software, Inc. — американська холдингова компанія, що базується в Нью-Йорку і спеціалізується на розробці та виданні відеоігор і суміжного з ними медіа. Take-Two заснував Раян Брант у вересні 1993 року.
Компанія володіє двома основними видавничими лейблами: Rockstar Games та 2K, які в свою чергу мають власні студії з розробки відеоігор. Take-Two створили лейбл Private Division, метою якого є підтримка видавничої діяльності незалежних розробників, а також внутрішню студію для цього лейблу під назвою Intercept Games. Компанія також відкрила студію Ghost Story Games, що раніше входила до складу 2K під назвою Irrational Games. Для виходу на ринок мобільних ігор, Take-Two придбали розробників Socialpoint, Playdots і Nordeus. Компанія також володіє 50% активів професійної кіберспортивної організації NBA 2K League. У 2024 році компанія придбала Gearbox Entertainment включно з рядом їх дочірніх студій. У портфоліо Take-Two входять такі культові франшизи, як BioShock, Borderlands, Grand Theft Auto, NBA 2K, WWE 2K, Red Dead та інші.
Станом на третій квартал 2023 року Take-Two увійшли у десятку публічних ігрових компаній з найбільшими доходами та оціночною ринковою капіталізацією близько $25 млрд.

## Історія

### Заснування і вихід на міжнародний ринок (1993—2000)
Take-Two Interactive заснував Раян Ешлі Брант, син медійного керівника та співвласника журналу Interview Пітера Бранта. Раян Брант почав свою кар'єру в травні 1991 року, працюючи на свого батька операційним директором видавництва Stewart, Tabori & Chang до серпня 1993 року. Двадцяти однорічний Брант вирішив створити власну компанію-видавця відеоігор, залучивши початковий капітал загальною сумою $1,5 млн, який йому надали власна родина та приватні інвестори. Компанія Take-Two була зареєстрована в штаті Делавер 30 вересня 1993 року з Брантом на посаді головного виконавчого директора. На початку молодій компанії допомагали Джон Антінорі та Марк Серемет, хоча другий продав свою частку активів в 1998 році. Спершу штаб-квартира Take-Two розташовувалася в місті Латроб, Пенсильванія. До червня 1994 компанія придбала та поглинула видавництво програмного забезпечення InterOptica, що належало Ван Чай та Кетрін Вінчестер, остання невдовзі займе посаду президента Take-Two. Пізніше того ж місяця Take-Two уклали угоду про всесвітнє видавництво п'яти своїх майбутніх відеоігор з GameTek.
У вересні 1994 року гра Star Crusader здобула Take-Two перший великий успіх, використовуючи живих акторів у ігрових катсценах з технологією відео повного руху. Невдовзі Take-Two найняли Денніса Гоппера та інших відомих акторів на ролі у грі Hell: A Cyberpunk Thriller (1994), яка продалася тиражем понад 300 тис копій протягом наступного року, принісши чималий прибуток компанії. За ним випустили відеогру Ripper (1996), з бюджету у $2,5 млн якої $625 тис було використано на гонорари таких акторів, як Крістофер Вокен, Карен Аллен і Берджесс Мередіт. Успіх обох ігор зробив можливим підписання видавничої угоди між Take-Two та Acclaim Entertainment та отримання ліцензії від Sony Computer Entertainment на видання ігор для консолей PlayStation. У лютому 1995 року GameTek придбали частку акцій Take-Two, об'єднавши студію з власною компанією Alternative Reality Technologies. До липня 1995 року Take-Two відкрили новий головний офіс у Нью-Йорку та вже наступного року розширили свій офіс у Латробі, зайнявши другий поверх офісної будівлі, який раніше займав відділ Американського Червоного Хреста.
В 1996 році компанія заробляла близько $10 млн і, націлений на подальше розширення компанії, Брант  зробив своє перше придбання студії розробників, якою стали Mission Studios, та видав їх гру Jetfighter III. Крім того, зробивши компанію публічною, Бранту вдалося отримати додаткові кошти. Компанія оголосила про свої наміри у квітні 1997 року, сподіваючись зібрати принаймні $8,2 млн. Take-Two провели первинний публічний продаж акцій (IPO) 15 квітня 1997 року, отримавши лістинг під тикером TTWO на фондовій біржі NASDAQ. Початкова ціна становила $5,50, що перевищувало очікувані $5 і першого ж дня зросла до $5,75. Від IPO компанія отримала близько $6,5 млн, а також $4 млн векселями венчурних фондів. На той час саме батько Раяна Бранта, Пітер, був найбільшим акціонером Take-Two, володіючи 25% через компанію Bridgehampton Investors LP, генеральним партнером якої виступав вже його син Райан.  Додаткові кошти дозволили Take-Two придбати права на європейські операції GameTek, їх внутрішню студію Alternative Reality Technologies (пізніше перейменовану на Rockstar Toronto), а також права на їхні ігри Dark Colony, The Quivering, The Reap, Jeopardy! і Wheel of Fortune. Take-Two найняли виконавчого директора GameTek Келлі Самнер. Крім того, компанія придбала Inventory Management Systems, Creative Alliance Group та Alliance Inventory Management — три компанії з дистрибуції відеоігор, які допомогли розширити присутність Take-Two на роздрібному ринку.
Того ж року Take-Two стали видавцем Monkey Hero. Розробник гри, компанія Blam!, зазнала фінансових труднощів після того, як початковий видавець BMG Interactive закрився. У березні 1998 року Take-Two придбали всі активи BMG Interactive за 1,85 мільйона акцій (16% простих акцій Take-Two), що складало близько $14,2 млн. У попередньому році британські компанії DMA Design та BMG Entertainment щойно випустили гру Grand Theft Auto, котра маючи хороші фінансові показники, не отримала широкого визнання на європейському ринку. Крім того наративи гри викликали протиріччя щодо використання насильства у відеоіграх. Побачивши можливість заробити на гарячій темі, Брант ініціював придбання компанії BMG, щоб отримати права на Grand Theft Auto, і в той же час зв'язався з Семом і Деном Гаузерами з BMG (обидва зіграли важливу роль у виведенні Grand Theft Auto на ринок), Террі Донованом і Джеймі Кінгом, щоб заснувати новий лейбл в рамках Take-Two під назвою Rockstar Games, для якого розроблятиметься більше ігор, подібних до неї. За словами генерального директора Electronic Arts (EA) у 2008 році Джона Річітелло, зі створенням Rockstar, Take-Two фактично винайшли корпоративну структуру «лейбла», яку EA перейняли у 2008 році. Отримавши права на Grand Theft Auto, Take-Two збільшили її продаж у Північній Америці, і гра стала першим масштабним фінансовим успіхом Take-Two, продавшись тиражем понад 1,5 млн копій.
Take-Two також почали займатися дистрибуцією, придбавши ряд дистрибуторських компаній, зокрема DirectSoft Australia для роботи на ринку Океанії та американського дистрибутора Jack of All Games у серпні 1998 року. Згодом Take-Two об'єднали свої дистрибуторські точки під брендом Jack of All Games.
У 1999 році Take-Two придбали DMA Design (згодом перейменовану в Rockstar North), а також інвестували в Gathering of Developers і Bungie, яка через деякий час перейде до Microsoft Game Studios. У вересні компанія також придбала Triad Distributors і Global Star Software, дистрибутора і видавця відеоігор, відповідно, заснованих в 1993 році Крейгом Макґаулі і Даміаном Крістіані, які працювали в одному офісі в Конкорді, Онтаріо, і мали одну і ту саму команду менеджерів. Ізраїльський розробник Pixel Broadband Studios був придбаний за $50,4 млн у березні 2000 року, перш ніж Take-Two продали його Gameplay.com у жовтні того ж року, отримавши натомість £34,1 млн акціями Gameplay.com.

### Подальші придбання та регуляторні розслідування (2001—2006)
У лютому 2001 року Брант пішов з посади генерального директора Take-Two і зайняв крісло голови, замінивши на цій посаді Самнера. В цей час компанія налічувала 658 співробітників. Разом з Rockstar Take-Two інвестували в розробку продовжень Grand Theft Auto, включаючи Grand Theft Auto 2 (1999) і Grand Theft Auto III (2001), а також їхніх сиквелів Vice City (2002) і San Andreas (2004). До 2003 року доходи Take-Two перевищили $1 млрд. У 2004 році Take-Two придбали у Infogrames права на серію Civilization за $22,3 млн. Компанія також планувала придбати Vivendi Universal Games за $1 млрд.
У 2005 році Take-Two розпочали низку придбань, витративши на купівлю розробників відеоігор понад $80 млн. Одним з найбільших придбань стали студії Visual Concepts та Kush Games від Sega за $32 млн у січні 2005 року. Обидві студії активно працювали над кількома спортивними симуляторами, брендованими через ESPN, і, як правило, випускали оновлені версії щороку, використовуючи бренд 2K для диференціації версій (наприклад, ESPN NFL 2K5). У 2004 році Take-Two уклали угоду про видавництво цих ігор із Sega. Незабаром Electronic Arts отримали ексклюзивні права на створення відеоігор за мотивами Національної футбольної ліги (NFL) та п'ятнадцятирічну угоду про брендинг з ESPN, що фактично вбило власну гру Visual Concepts по NFL та знецінило інші ігри компанії. Це призвело до того, що Sega залишили ринок спортивних ігор. Take-Two придбали ці студії та унікальний брендинг (включно з брендом 2K ), а також домовилися про ексклюзивні права на відеоігри бренду Професійної бейсбольної ліги (MLB). Через день після оголошення про ці придбання Take-Two заснували свій видавничий лейбл 2K, перемістивши кілька запланованих ігор зі свого бюджетного лейблу Global Star до 2K. Take-Two також реорганізували інші свої внутрішні студії — Indie Built, Venom Games, PopTop Software, Frog City Software, а також Take-Two Licensing — в рамках цієї нової структури.
Після утворення 2K, Take-Two здійснили інші великі придбання. Firaxis Games були придбані в листопаді 2005 року приблизно за $27 млн, раніше Take-Two вже підтримували студію, користуючись придбаною ними ліцензією для видання Civilization IV. Irrational Games були придбані в січні 2006 року приблизно за $10 млн, включно зі своїми студіями в Бостоні та Канберрі. На той час Irrational вже мали угоду з Take-Two на видання їхньої майбутньої гри BioShock, завдяки якій Irrational увійшли до лейблу 2K. Також у Gaia Capital Group були придбані PAM Development за $11,4 млн, що дало Take-Two доступ до спортивної серії тенісних ігор Top Spin.
Однак у цей період Комісія з цінних паперів і бірж США (SEC) почала вивчати ділову документацію Take-Two на підставі скарг, поданих у 2001 році, про те, що прибутки Take-Two не відповідають цифрам продажів ігор, про які повідомляли NPD Group. SEC виявила, що компанія продавала дистрибуторам продукцію, щоб штучно збільшити для інвесторів цифри своїх доходів, що було шахрайством оціненим в $60 млн. У грудні 2001 року проти Take-Two було подано позов, у якому стверджувалося, що компанія збрехала акціонерам. Take-Two спочатку перерахували фінансові результати за сім кварталів минулого року в лютому 2002, а потім за п'ять років у січні 2004. Брант пішов з посади голови правління в березні, його змінив Річард Рідель. Після того, як Комісія з цінних паперів і бірж висунула звинувачення в 2005 році, Take-Two погодилися виплатити штраф у розмірі $7,5 млн, а Брант та інші керівники заплатили штрафи на загальну суму близько $6,4 млн. Брант, який залишився в компанії на невиконавчій посаді «віце-президента з виробництва», врешті-решт звільнився з компанії в жовтні 2006 року після чотиримісячної відпустки через хворобу спини.
У 2007 році окреме розслідування SEC виявило додаткові проблеми у Бранта та двох інших керівників компанії. У ході загальногалузевої перевірки проти опціонів на зворотну дату (отримання акцій, коли вони коштують дорого, але їхнє володіння датоване тим часом, коли вони коштували дешевше), SEC виявила, що Брант отримав опціони на зворотну дату на понад 2,1 мільйона акцій, хоча він відмовився від усіх опціонів, коли пішов у відставку у 2006 році. Брант визнав себе винним у фальсифікації ділової документації, але погодився співпрацювати з SEC і замість чотирьох років ув'язнення був оштрафований на $7,3 млн і позбавлений права обіймати будь-які контрольні керівні посади в публічних компаніях. Раян Брант помер від зупинки серця в березні 2019 року у віці 47 років.
Ще однією проблемою для Take-Two у цей період була критика та судові позови проти ігрової модифікації Hot Coffee, створеної користувачами для Grand Theft Auto: San Andreas, яка розблокувала приховану графічну сцену сексу, вбудовану в гру, а стурбовані політики та споживачі заявили, що ця сцена суперечить рейтингу гри ESRB. Заходи, вжиті проти Take-Two, включали розслідування Федеральної торгової комісії щодо оманливої реклами, з якою Take-Two і Rockstar у 2006 році врегулювали питання про штрафи за будь-які майбутні порушення рейтингів контенту. У вересні 2009 року Take-Two остаточно завершили мирну угоду на суму $20,1 млн, пов'язану з колективними позовами, поданими проти них у 2005 році через Hot Coffee, а також колективним позовом, поданим акціонерами щодо шахрайства з опціонами, що мали зворотну дату.

### Акціонерне поглинання і реструктуризація (2007—2008)
У 2006 році пожежа пошкодила частину будівлі штаб-квартири Take-Two у Нью-Йорку. На початку січня 2007 року Take-Two перенесли штаб-квартиру 2K до Новато, Каліфорнія, на площу 6000 квадратних метрів у перепрофільованих колишніх ангарах  Військового Аеродрому Гамільтон. Пізніше, у вересні того ж року, Take-Two уклали угоду про партнерство з Nickelodeon, запустивши новий лейбл 2K Play, зосереджений на сімейних відеоіграх. Вже існуючі 2K Games та 2K Sports об'єднали з новоствореним 2K Play під спільним лейблом 2K, поглинувши решту видавничих обов'язків лейблу Global Star. У грудні 2007 року Take-Two заснували 2K Marin (названу на честь округу Марін, де розташоване Новато), розширивши свою присутність в Гамільтонському аеродромі.
У березні 2007 року, через розслідування Комісії з цінних паперів та бірж і проблем навколо Hot Coffee, інвестори Take-Two розглядали можливість поглинання компанії та витіснення нинішнього керівництва. Існували також проблеми, пов'язані з неспроможністю Take-Two досягти запланованих доходів, адже у той період компанія втратила $163,3 млн. Інвестори OppenheimerFunds Inc., S.A.C. Capital Management, Tudor Investment Corp., D.E. Shaw Valence Portfolios і ZelnickMedia на той момент володіли 46% акцій компанії і хотіли призначити головою правління Штрауса Зельніка з ZelnickMedia, витіснивши при цьому давніх керівників і членів правління. Раніше Зелнік був президентом і генеральним директором північноамериканського підрозділу BMG на момент продажу BMG Interactive компанії Take-Two, проти якого він виступав, вважаючи, що BMG могли б отримати більшу вигоду від сектору відеоігор. Після BMG Зелнік був операційним директором 20th Century Fox та генеральним директором Crystal Dynamics. У 2001 році він заснував ZelnickMedia як приватну інвестиційну компанію, що спеціалізується на інвестиціях у медіа та інтерактивні розваги. Галузевий аналітик Майкл Пактер заявив, що найкращим варіантом для Take-Two було б поглинання, оскільки «теперішнє керівництво повністю відмовилося від будь-якої відповідальності за компанію. Більш відповідальна рада директорів в нинішній ситуації зробила б харакірі». Генеральний директор Пол Айбелер, який замінив Бранта після його відставки, намагався знайти покупця для Take-Two після того, як інвестори подали заяву до Комісії з цінних паперів і бірж про свій намір. Поглинання було успішно узгоджене акціонерами 29 березня 2007 року, і Зелнік призначив Бена Федера, партнера ZelnickMedia, новим генеральним директором.
У середині 2007 року, після поглинання, компанія провела серйозну реструктуризацію. З переїздом лейблу 2K до Новато було проведено оцінку виконавчої влади, менеджменту, дистрибуції та продажів, щоб вирівняти їх за діловою дисципліною, а не географією. Згодом компанія звільнила 15% своїх працівників, закрила деякі з європейських офісів і зосередила управління європейськими операціями у Женеві, в той же час намагаючись вийти з ринку дистрибуції і шукаючи покупців на Jack of All Games.
У середині лютого 2008 року корпорація Electronic Arts зробила правлінню Take-Two пропозицію на придбання компанії, спочатку по $25 за акцію на суму близько $1,9 млрд, пізніше збільшивши пропозицію до $26. На той час акції Take-Two оцінювалися приблизно в $10 за штуку. Генеральний директор EA Джон Річчітелло заявив, що EA вже розглядали можливість придбання Take-Two минулого року, однак після придбання Activision компанії Vivendi Games у грудні 2007 року, EA відчули необхідність закріпити за собою статус провідного видавця шляхом придбання Take-Two. Після зміни правління, Зелнік та рада директорів розглядали можливість викупу великої медіакомпанії тому відхилили пропозицію EA, заявивши: «Ми не грюкнули дверима, ми просто сказали: Послухайте, ціна не та і час не той». Take-Two запропонували знову повернутися до цієї пропозиції після виходу Grand Theft Auto IV, яку багато хто вважав справжньою ціллю EA. Придбання Take-Two також поклало б край основній конкуренції EA у сфері спортивних відеоігор. EA тримали в силі свою пропозицію протягом 2008, але наприкінці року вирішили відступити, оскільки Take-Two продовжували називати запропоновану ціну неадекватною.

### Подальше зростання (2008—2018)
У вересні 2008 року Take-Two уклали з компанією Ditan Distribution LLC угоду про аутсорсинг, за якою Take-Two переклали всі дистрибуторські обов'язки з Jack of All Games на Ditan, водночас надавши Jack of All Games можливість ліцензувати та розповсюджувати ігри третіх сторін. Згодом, у грудні 2009 року, Take-Two продали Jack of All Games компанії Synnex за $43 млн, покинувши ринок дистрибуції та зосередившись виключно на розробницькій і видавничій діяльності. У 2010 році Бен Федер пішов з посади генерального директора і його замінив Зелнік.
У січні 2013 року Take-Two придбали права на серію ігор про реслінг WWE у збанкрутілого видавця THQ, після чого 2K Sports почали щорічний випуск серії WWE 2K як частину своєї лінійки. Приблизно у 2013 році Take-Two почали зворотній викуп акцій компанії, виходячи з прогнозів про її прибутковість протягом наступних кількох років. В рамках цієї операції за $203 млн компанія викупила близько 12 млн акцій, що належали Карлу Ікану (близько 11% від загальної кількості акцій), який виступав за продаж Take-Two третій невідомій стороні. Згодом це призвело до відставки ще трьох членів ради директорів, що розділяли погляди Ікана. Цю стратегію зворотного викупу аналітики розцінили як повну впевненість керівництва щодо успіху майбутнього проєкту компанії — Grand Theft Auto V. За наступні п'ять років GTA V розійшлась тиражом у майже 100 млн копій, що зробило її однією з найуспішніших відеоігор в історії і принесло компанії Take-Two приблизно $6 млрд, збільшивши вартість акцій на 600%.
У грудні 2013 року колишній головний редактор Marvel Білл Джемас приєднався до Take-Two, щоб заснувати «видавництво графічної фантастики». Видавництво Double Take Comics відкрилось в жовтні 2014 року, проте так і не ставши фінансово успішним, було закрито в листопаді 2016 року. Леслі Бензіс, колишній президент Rockstar North, пішов у творчу відпустку з Rockstar 1 вересня 2014, а у січні 2016 року було оголошено про його вихід з компанії. 12 квітня того ж року Бензіс розпочав судовий процес проти Rockstar та Take-Two, вимагаючи $150 млн невиплачених роялті. Процес закінчиться у 2018 році повною невдачею Бензіса — компаніям вдалося відхилити 12 з 18 його вимог, хоча суд і постановив, що Бензіс «має право на отримання певних роялті» як частини його компенсації. У липні 2016 року Take-Two інвестували в розробника мобільних ігор Scopely, а наступного року компанія увійшла на ринок мобільних ігор, придбавши розробника Social Point за $250 млн. Того ж місяця Take-Two і Національна баскетбольна асоціація (НБА) оголосили про партнерське створення професійної кіберспортивної ліги NBA 2K League, заснованої на NBA 2K іграх, і першої кіберспортивної ліги, яка буде управлятися професійною спортивною лігою. Ліга частково спонсоруєся існуючими командами НБА, щоб кожна з тридцяти професійних команд мала свій кіберспортивний еквівалент. Перший сезон стартував у травні 2018 року.
31 травня 2017 року Take-Two придбали права на Kerbal Space Program, а у грудні того ж року оголосили про створення видавничого лейблу Private Division, метою якого було фінансування та видання ігор середніх незалежних розробників, таких як Kerbal Space Program та ще чотирьох неназваних проєктів від окремих студій на момент свого запуску.
9 березня 2018 року S&P Global включили Take-Two Interactive до S&P 500, які тепер приєднались до двох інших найбільших на той момент видавців відеоігор, EA та Activision Blizzard. Подібно до ситуації 2013 року, Take-Two почали зворотній викуп своїх акцій на суму $308 млн, ґрунтуючись на сприятливих прогнозах, щодо майбутнього релізу Red Dead Redemption 2. У 2018 році Take-Two також винесли юридичне попередження новій компанії Бензіса Royal Circus Games, посилаючись на схожість її абревіатури (RCG) з Rockstar Games (RSG) як на порушення ІВ, через що Бензіс перейменував свою компанію на Build a Rocket Boy Games. Take-Two також засудили переманювання співробітників Rockstar North, назвавши це оманливою тактикою, спрямованою на створення незаконної афілійованості між ними.

### Придбання нових студій (2019—теперішній час)
У січні 2019 року Take-Two та НБА підписали семирічну ліцензійну угоду на суму $1,1 млрд, яка розширила права Take-Two на розробку NBA 2K. У лютому під лейблом 2K відкрилася студія 31st Union на чолі з Майклом Кондрі, який раніше працював у Sledgehammer Games та Visceral Games. У лютому 2020 року Take-Two відкрили Intercept Games — нову студію під управлінням Private Division. Intercept Games, до штату якої увійшли більше десятка колишніх співробітників Star Theory Games, взяла на себе розробку Kerbal Space Program 2. У березні 2020 року Take-Two підписали нову видавничу угоду з НФЛ, яка передбачає перевидання деяких ігор, починаючи з 2021 року. У той час як серія Madden NFL від EA залишатиметься основною грою НФЛ, ігри від 2K не будуть повноцінними симуляторами футбольної ліги, що відрізнятиме їх від продукції EA. У серпні 2020 року Take-Two придбали розробника мобільних ігор Playdots за $192 млн готівкою та акціями. У жовтні було оголошено, що Take-Two придбали компанію Ruffian Games (відому своєю роботою над Halo: The Master Chief Collection та Crackdown 3), що пізніше увійшла до Rockstar Games під назвою Rockstar Dundee. У листопаді 2020 року Take-Two повідомили про плани придбання Codemasters в рамках угоди вартістю приблизно $973 млн. Поки пропозиція очікувала схвалення регуляторних органів і мала бути завершена на початку 2021 року, ради директорів Take-Two і Codemasters підтвердили угоду. Однак у грудні пропозицію Take-Two перебили Electronic Arts, які запропонували $1,2 млрд за Codemasters. У січні 2021 року Take-Two офіційно відкликали свою пропозицію.
Суверенний фонд Саудівської Аравії придбав 3,9 млн акцій Take-Two на суму $826 млн у лютому 2021 року. У березні того ж року 2K придбали розробника спортивних ігор про гольф HB Studios, розмістивши її під видавничим лейблом 2K Sports. До угоди увійшли права на ігри серії PGA Tour 2K, які мають офіційне схвалення професійної асоціації PGA Tour. Крім того, 2K уклали контракт з Тайґером Вудсом, який раніше був ключовою фігурою серії PGA Tour від Electronic Arts. Пізніше того ж місяця 2K придбали ігровий підрозділ компанії HookBang, що у минулому допомагав у розробці серії ігор NBA 2K. Підрозділ було перенесено до нової локації та перейменовано в Visual Concepts Austin, щоб продовжити підтримку цієї серії. У червні 2021 року Take-Two здійснили одне зі своїх найдорожчих придбань, викупивши мобільного розробника Nordeus за $378 млн, ще більше розширивши свій підрозділ мобільних ігор під назвою T2 Mobile Games.
У травні 2022 року Take-Two, з метою збільшення своєї присутності на ринку мобільних ігор, придбали розробника мобільних ігор Zynga в рамках угоди за готівку та акції вартістю $12,7 млрд. У жовтні 2022 року Take-Two закрили Playdots, а контроль над їх ІВ перейшов до Zynga. У березні 2023 року Take-Two також придбали сервіс підписки на мобільні ігри GameClub за нерозкриту суму.
У березні 2024 року Take-Two звільнили неназвану кількість працівників Private Division та 30 працівників Firaxis Games. Пізніше того ж місяця Take-Two оголосили про плани придбання The Gearbox Entertainment Company, материнської компанії Gearbox Software, у Embracer Group за $460 млн. У рамках угоди Embracer збереже певні студії та ігри, що належали Gearbox Entertainment. Угода має бути завершена до кінця першого кварталу 2025 фінансового року. 

## Політика компанії під час російсько-української війни
Після повномасштабного вторгнення російських військових сил в Україну і впровадженні світових санкцій за співпрацю з російськими компаніями, Take-Two Interactive призупинили всі продажі в Росії та Білорусі. Видавець також забороняє російським та білоруським користувачам встановлювати вже придбані ними ігри. Віце-президент Take-Two з питань громадських зв’язків Алан Льюїс пояснив це рішення у короткій заяві: «Ми з занепокоєнням і сумом спостерігаємо за останніми подіями в Україні і, після ретельного обмірковування, ми вирішили припинити нові продажі, установку ігор та маркетингову підтримку всіх наших брендів у Росії та Білорусі на даний момент».

## Дочірні компанії
Виконавчий офіс та міжнародна штаб-квартира Take-Two розташовані в Нью-Йорку. Компанія керує своїми європейськими операціями з Віндзора, Англія, а азійськими — з Сінгапуру. Основна видавнича діяльність Take-Two здійснюється через два власні лейбли: Rockstar Games, також розташований у Нью-Йорку — спеціалізується на розробці та виданні пригодницьких відеоігор; 2K зі штаб-квартирою в Новато, Каліфорнія — складається з підрозділів 2K Games, 2K Sports і 2K Play. Підрозділ 2K Sports займається розробкою та виданням спортивних симуляторів, 2K Play займається сімейними та дитячими відеоіграми, а 2K Games відповідає за всю іншу продукцію внутрішніх студій Take-Two, а також іграми від окремих третіх сторін (наприклад, серією Borderlands, розробленою Gearbox Software).
Окремо Take-Two володіє Private Division — лейблом, покликаним допомагати видавництву та дистрибуції відеоігор незалежних розробників. Крім того, Take-Two володіє розробником мобільних ігор Socialpoint. Ця корпоративна структура існує в компанії з 1997—98 років, де кожен лейбл є основним операційним напрямом і має вищий ступінь автономії, власну інфраструктуру, ресурси, менеджмент і стратегію прибутків та збитків.
Take-Two відмовилися від своїх попередніх виробничих та дистрибуторських операцій на користь цифрової та роздрібної дистрибуції третіми сторонами. З 2016 року близько половини доходів компанії припадає на цифрову дистрибуцію, чи то від цифрового продажу ігор через персональні комп'ютери та консолі, чи то від монетизації відеоігор на ПК, консолях та мобільних пристроях.

### Видавці
- 2K (засновані у 2005 році)[130]
- Dynamixyz (придбані у 2021 році, компанія спеціалізується на лицьовій анімації у високобюджетних проєктах, як Red Dead Redemption 2, Любов, смерть і роботи, Месники: Завершення та ін.)[131]
- Private Division (засновані у 2017 році)[132]
- Rockstar Games (засновані у 1998 році)[27]
- T2 Mobile Games (засновані у 2021 році, складаються з розробників мобільних ігор Socialpoint[en], Playdots і Nordeus[en])[133]
- Zynga (придбані у 2022 році)[134]
- Gearbox Publishing (придбані в 2024 році)[135]

#### Ліквідовані/продані
- Double Take Comics[en] (засновані в 2014, ліквідовані в 2016 році)[136]
- DVDWave.com (засновані в 1999, продані компанії eUniverse в тому ж році)[137]
- Gathering of Developers (засновані в 2000, ліквідовані в 2004 році)[138]
- Gotham Games[en] (засновані в 2002, ліквідовані в 2003 році)[139]
- Jack of All Games[en] (придбані в 1998, продані компанії Synnex в 2010 році)[140]
- Joytech (засновані в 1999, продані компанії Mad Catz Interactive в 2007 році)[141]
- On Deck Interactive (засновані в 2000, ліквідовані в 2001 році)[142]
- Pixel Broadband Studios (засновані в 2000, продані компанії Gameplay в тому ж році)[143]
- Take-Two Licensing[en] (раніше TDK Mediactive; придбані і ліквідовані в 2005 році)[144]
- TalonSoft[en] (придбані в 1999, ліквідовані в 2002 році)[145]

### Розробники
◆ 2K
- 2K Chengdu
- 2K Madrid
- 2K Sports Lab
- 2K Valencia
- 2K Vegas
- 31st Union[en]
- Cat Daddy Games[en]
- Cloud Chamber[en]
- Firaxis Games
- Hangar 13
- HB Studios[en]
- Visual Concepts

◆ Ghost Story Games

◆ Private Division
- Intercept Games
- Roll7[en]

◆ Rockstar Games
- Rockstar Dundee[en]
- Rockstar India[en]
- Rockstar LA
- Rockstar Leeds
- Rockstar Lincoln
- Rockstar London
- Rockstar New England
- Rockstar North
- Rockstar San Diego
- Rockstar Toronto

◆ Zynga
- Nordeus[en]
- Socialpoint[en]
- BossAlien[en]
- Chartboost[en]
- Echtra Games
- Gram Games
- NaturalMotion
- Peak Games[en]
- Rollic
- Small Giant Games[en]
- Starlark

◆ Gearbox Entertainment
- Gearbox Software
- Gearbox Montreal
- Gearbox Quebec

#### Ліквідовані/продані
- 2K Australia[en]
- 2K China[en]
- 2K Czech
- 2K Marin[en]
- Frog City Software
- Irrational Games
- Magic Pockets
- PopTop Software[en]
- 2K Los Angeles[en]
- Indie Built[en]
- Venom Games
- Rockstar Vancouver
- Rockstar Vienna
- GearHead Entertainment
- Mission Studios
- Playdots

### Інші активи
Take-Two в рівних частках з Національною баскетбольною асоціацією контролює NBA 2K League, змагальну кіберспортивну лігу, засновану на серії ігор NBA 2K.
Компанія володіє міноритарною часткою акцій Scopely. Раніше корпорації також належало 19,9% акцій Bungie, котрі в червні 2000 року вони передали Microsoft Game Studios, в обмін на ІВ франшиз Myth і Oni, а також ліцензію на використання рушія Halo у своїх майбутніх проєктах. Take-Two також володіли 2,3% акцій Twitch, котрі у 2014 році продали Amazon за $22 млн.

## Судові процеси
Take-Two активно використовує судові скарги про розмиття торговельної марки, для перешкоджання іншим компаніям у реєстрації власних ТМ і логотипів, що несуть навіть мінімальну схожість з марками Take-Two, блокуючи реєстрацію ТМ, що містять слова «rockstar», «bully», «2K» і велику літеру «R». Видавець подав позов проти Hazelight Studios, щоб заблокувати реєстрацію ТМ It Takes Two. Hazelight були змушені відмовитися від заявки на ТМ, що ускладнило подальше просування гри. Take-Two також намагаються перешкодити Remedy Entertainment в оновленні своєї ТМ у 2023 році, стверджуючи що новий логотип Remedy у вигляді літери «R» занадто схожий на логотип Rockstar Games. Маючи довготривале партнерство на спільну розробку ремейку Max Payne обидві компанії заморозили судовий процес до вересня 2025 року.
Take-Two також активно блокує випуск модів для ігор серії Grand Theft Auto. Хоча деякі з цих модифікацій використовували ресурси з оригінальних ігор і давали Take-Two вагомі підстави для захисту своїх авторських прав, інші модифікації, на які націлилася Take-Two, були зроблені шляхом легального реінжинірингу гри, що робить претензії Take-Two спірними. Take-Two пояснили, що не мають жодних проблем з модифікаціями, призначеними для однокористувацьких ігор, які були зроблені легально, але будуть вживати заходів проти інших типів модифікацій.